# アフリカのヘヴィ・メタル
アフリカのヘヴィメタル（African heavy metal）とは、アフリカ、特にケニアやウガンダなどの東アフリカ諸国、およびナミビア、マダガスカル、ジンバブエ、アンゴラ、ボツワナ、南アフリカ、モザンビーク、ジンバブエなどの南アフリカ諸国におけるヘヴィメタル音楽シーンを指す。
なお、アルジェリア、エジプト、リビア、モロッコ、チュニジアなどの北アフリカ諸国にも広がっているが、北アフリカ地域のバンドは、文化的および社会的一貫性の点でMENA地域とより密接に関連している。
アフリカのヘヴィメタルは、ヨーロッパとアメリカのメタルジャンルの使用が特徴で、通常は伝統的なアフリカの楽器や音楽スタイルとブレンドされ、明確な地域差を生み出している。

## 歴史

### 南アフリカ
著者のエドワード・バンチズは、最も著名なメタルシーンを持つアフリカ諸国を広範囲に旅し、サハラ以南アフリカと島国におけるミュージシャンとそれぞれのシーンの台頭と闘争をカバーする本を出版した。バンチズによると、南アフリカは、既存の音楽産業と、成長するメタル・シーンを支える人口が多いため、非常に堅固なメタルシーンを発展させてきた。南アフリカでは、1980年代半ばから1990年代半ばにかけてヨハネスブルグでヘヴィ・メタルが導入され、オデッセイ、ラグナロク、アーバン・アサルト、ボイス・オブ・デストラクションなどのバンドの相対的な成功に支えられた。この国へのメタルミュージックの到着は物議を醸した。たとえば、政府とNGカークは特定のレコードの輸入を禁止し、このジャンルのファンは悪魔主義の告発で大衆からの敵意に直面した。世紀の変わり目にダンス・ミュージックが台頭すると、このジャンルは2000年代半ばに復活するまで相対的に衰退した。2010年には、レッド・ヘイレン、ファシング・ザ・ガロウズ、ベトレー・ザ・エミザリーなどの南アフリカの音楽グループが、より国際的な基準と音楽へのアプローチに従った。南アフリカでは、ボツワナなどの他のアフリカ諸国とは異なり、ファンベースとバンドメンバーは主に南アフリカの白人で構成されており、ファンベースは大部分が黒人である。全員が黒人のメンバーによる南アフリカ初のブラック メタルバンド、デモゴラス・サタナムは2009年に結成され、白人向けのジャンルとしてのメタルミュージックの認識を変え、より多くの黒人ファンを南アフリカのメタルシーンに引き込むために活動している。
ボツワナのヘビー・メタル・シーンは、1970年代にクラシック・ロックが導入されて始まり、カウボーイにインスパイアされた美学を持つ独特のサブカルチャーへと発展した。ウルスト、オーバースラスト、およびスキンフリントは、国際的な成功と認知を獲得している。2014年のドキュメンタリー映画「March of the Gods: Botswana Metalheads」は、ボツワナのヘビーメタル・シーンを記録している。
モザンビーク、ナミビア、ジンバブエ、マダガスカルなどの他の南アフリカ諸国でもメタル・シーンが発展している。モザンビークのメタル・シーンは、ドキュメンタリー、Terra Pesadaの主題である。ナミビアは、2007年から2014年にかけて断続的にウィントフックでウィントフック・メタル・フェストと呼ばれるメタル・フェスティバルを開催した。ジンバブエは2015年にハラレで最初の記録されたメタルコンサートを開催し、ショナで録音された最初のアルバムは2018年にリリースされた。マダガスカルには、エドワード・バンチスによって記録された発展中のメタル・シーンもある。アンゴラのメタルシーンは、映画Death Metal Angolaで記録され、取り上げられた。

### 北アフリカ
メタルは1980年代に北アフリカで登場した。特に北アフリカのヘヴィメタルバンドはメタルの政治的側面と連携しており、メタルバンドのメンバーは活動家であることが多い。北アフリカのメタル・シーンは、政治的および社会的抑圧によって特徴付けられる。1997年1月、78人から87人のメタルファンが強制的に自宅から退去させられ、「天の宗教の軽視」に対するエジプトの法律の下で投獄され、わいせつな行為、薬物の所持、極端な思想の促進を理由に投獄された。メディアは逮捕に関する情報を入手し、薬物乱用、悪魔の儀式、動物の生贄、乱交の話を広めた。被告は証拠がないために最終的に釈放されたが、中には3週間も拘留された者もいた。メタル・シーンは1997年の取り締まりに続いて後退したが、2000年代には疑惑を避けるためにゆっくりと慎重に復活し、現在では1997年の逮捕から大きく回復している。2011年のエジプト革命により、メタルはさらに政治化され、このジャンルは主流の視聴者の間で人気を博した。しかし、エジプトではまだヘヴィメタルが社会に十分に受け入れられていない。治安部隊は35のメタルバンドの入国を阻止しており、2012年にはメディアとムスリム同胞団がサタニズムのジャンルのファンを非難したが、この申し立ては1997年になされたものと同じ効果をもたらさなかった。しかし、多くのバンドがその後エジプトを離れたが、革命の終焉がシーンの衰退を引き起こしていることに気づいた。
モロッコのメタル・シーンは、エジプトと同様の一連の逮捕に直面した。2003年、9人のヘビー・メタル・バンドのメンバーと5人のファンが、反イスラム的であるとして懲役刑を言い渡された。モロッコ人が抗議した後、14人が釈放された。モロッコのメタルファンが厳しい監視を受けているにもかかわらず、世界中のヒップホップやメタルミュージシャンをホストするL'Boulevardのようなフェスティバルは近年人気を博し、政府の支援を受けている。また、モロッコメタルコミュニティと呼ばれる組織がメタルコンサートやモロッコのメタルバンドを宣伝している。
チュニジア、リビア、アルジェリアのメタル・シーンは、北アフリカのメタル・シーンよりも小規模である。チュニジアのバンドは、機器、レコードレーベル、会場、レコーディング・スタジオへのアクセスが不足しているため、シーンが苦労していると指摘している。ミュージシャンはまた2011年の革命を、ヘヴィ・メタル・シーンの発展の欠如の理由として挙げている。リビアのアート・シーンは、リビア内戦 (2011 年)後、ヘヴィ・メタル・シーンが発展している場所でもある。アルジェリアのメタル・シーンは強力で1990年代にアルジェリア内戦中のアンダーグラウンド・ムーブメントとして始まり、メディアや大衆からの攻撃を受け続けてきた。

### 東、中央、および西アフリカ
東アフリカと西アフリカでは、存在感が薄れている。東アフリカのケニアとウガンダにはメタルシーンがある。ケニアは1990年代に最初にメタル音楽を紹介され、2000年代に人気が高まった。ケニアのミュージシャンは、キリスト教の信仰と2008年の選挙後の危機を歌のインスピレーションとして使用している。中央アフリカと西アフリカには、メタルの歴史が記録されていない。
研究者たちは、アフリカ諸国でメタルシーンが不足しているのは複数の要因によるものだと考えている。まず、音楽シーンにはある程度の都市化が必要である。アフリカのメタル・シーンは首都に集中することが多く、音楽シーンでは、ミュージシャンが音楽を制作して演奏できるように、定期的に電源を確保する必要がある。研究者はまた、メタルシーンの欠如は、アフリカ諸国での西洋音楽の流入と普及に必要なインターネットアクセスの欠如、および会場やレコードレーベルを含む一般的なアフリカ諸国の音楽インフラの欠如に起因すると考えている。これらの障壁にもかかわらず、メタルはここ数十年で大陸全体にかなり広がっており、正式に文書化されていない発生期のシーンが存在する。オンラインでの音楽の利用可能性と、指導ビデオが無料で利用できる世界クラスのミュージシャンからの指導は、ヘビーメタルのジャンルのミュージシャンが自分自身を改善し、ジェントやブラック・メタルなどの新しいトレンドサウンドを取り入れる方法に影響を与えた。